# Lista de deputados estaduais do Ceará da 13.ª legislatura
Essa é uma lista de deputados estaduais do Ceará eleitos para o período 1959-1963. Foram eleitos 54 deputados.

## Composição das bancadas
| Partido | Líder                     | Bancada | Posição      |
| ------- | ------------------------- | ------- | ------------ |
| PSD     | Franklin Chaves           | 16 / 54 | Governo      |
| UDN     | Cincinato Furtado Leite   | 15 / 54 | Oposição     |
| PTB     | Aurimar Fontes            | 8 / 54  | Governo      |
| PSP     | Péricles Moreira da Rocha | 8 / 54  | Oposição     |
| PRT     | Luiz Bezerra da Costa     | 6 / 54  | Independente |
| PRP     | Pio de Sá Barreto Sampaio | 1 / 54  | Governo      |

## Deputados estaduais
| Número | Deputados estaduais eleitos        | Partido | Votação | Percentual | Cidade onde nasceu   | Unidade federativa |
| 22387  | Abelardo Gurgel Costa Lima         | UDN     | 4.908   |            | Aracati              | Ceará              |
| 14127  | Aldenor Nunes Freire               | PTB     | 5.678   |            | Belém                | Pará               |
| 46688  | Almino Loiola de Alencar           | PSP     | 4.459   |            | Araripe              | Ceará              |
| 41672  | Almir dos Santos Pinto             | PSD     | 6.580   |            | Lavras da Mangabeira | Ceará              |
| 14139  | Amadeu Ferreira Gomes              | PTB     | 3.845   |            | Acaraú               | Ceará              |
| 22248  | Antônio Barros dos Santos          | UDN     | 4.962   |            | Itapiúna             | Ceará              |
| 28542  | Antônio Danúsio Barroso            | PRT     | 4.162   |            | Itapipoca            | Ceará              |
| 41761  | Antônio de Melo Arruda             | PSD     | 6.662   |            | Massapê              | Ceará              |
| 46633  | Antônio de Oliveira Castro         | PSP     | 4.763   |            | Acarape              | Ceará              |
| 28298  | Antônio Gomes de Freitas           | PRT     | 4.023   |            | Tauá                 | Ceará              |
| 41309  | Antonio Paes de Andrade            | PSD     | 8.098   |            | Mombaça              | Ceará              |
| 22584  | Aquiles Peres Mota                 | UDN     | 6.752   |            | Ipueiras             | Ceará              |
| 14159  | Aurimar Pontes                     | PTB     | 3.834   |            | Massapê              | Ceará              |
| 41108  | Cândido Ribeiro Neto               | PSD     | 6.031   |            | Aurora               | Ceará              |
| 41509  | Mauro Benevides                    | PSD     | 10.340  |            | Fortaleza            | Ceará              |
| 22281  | Cincinato Furtado Leite            | UDN     | 7.561   |            | Santana do Cariri    | Ceará              |
| 22528  | Edmundo Rodrigues dos Santos       | UDN     | 6.376   |            | Cariré               | Ceará              |
| 22192  | Edson da Mota Corrêa               | UDN     | 5.237   |            | Caucaia              | Ceará              |
| 22325  | Edival de Melo Távora              | UDN     | 7.826   |            | Iguatu               | Ceará              |
| 41826  | Ernani de Queiroz Viana            | PSD     | 6.816   |            | Caucaia              | Ceará              |
| 41843  | Ernesto Gurgel Valente             | PSD     | 6.226   |            | Aracati              | Ceará              |
| 41216  | Ésio Pinheiro                      | PSD     | 7.338   |            | Jaguaribe            | Ceará              |
| 22487  | Filemon Fernandes Teles            | UDN     | 7.986   |            | Crato                | Ceará              |
| 46312  | Francisco Aniceto Rocha            | PSP     | 5.128   |            | Uruoca               | Ceará              |
| 46511  | Francisco Deusimar Lins Cavalcante | PSP     | 5.906   |            | Pedra Branca         | Ceará              |
| 41774  | Francisco Diógenes Nogueira        | PSD     | 8.445   |            | Jaguaribe            | Ceará              |
| 46340  | Francisco Vasconcelos de Arruda    | PSP     | 5.013   |            | Massapê              | Ceará              |
| 46200  | Francisco Vilmar Pontes            | PSP     | 4.025   |            | Massapê              | Ceará              |
| 41446  | Franklin Chaves                    | PSD     | 6.174   |            | Fortaleza            | Ceará              |
| 22379  | Guilherme Teles Gouveia            | UDN     | 7.110   |            | Granja               | Ceará              |
| 22889  | João Frederico Ferreira Gomes      | UDN     | 6.409   |            | Sobral               | Ceará              |
| 41140  | Joaquim de Figueiredo Correia      | PSD     | 6.558   |            | Várzea Alegre        | Ceará              |
| 41882  | Joel Marques                       | PSD     | 6.738   |            | Tauá                 | Ceará              |
| 22188  | José Adauto Bezerra                | UDN     | 5.369   |            | Juazeiro do Norte    | Ceará              |
| 41350  | José Corrêa Pinto                  | PSD     | 6.826   |            | Fortaleza            | Ceará              |
| 28466  | José Firmo de Aguiar               | PRT     | 7.273   |            | Massapê              | Ceará              |
| 28247  | José Haroldo Magalhães Martins     | PRT     | 4.921   |            | Santa Quitéria       | Ceará              |
| 14798  | José Maranhão Filho                | PTB     | 5.277   |            | Massapê              | Ceará              |
| 22588  | José Napoleão de Araújo            | UDN     | 5.015   |            | Brejo Santo          | Ceará              |
| 46256  | José Pontes Neto                   | PSP     | 5.915   |            | Massapê              | Ceará              |
| 28834  | Luiz Bezerra da Costa              | PRT     | 4.792   |            | Quixeramobim         | Ceará              |
| 22997  | Manuel Gomes Sales                 | UDN     | 4.899   |            | Acaraú               | Ceará              |
| 22115  | Manuel Castro Filho                | UDN     | 7.818   |            | Morada Nova          | Ceará              |
| 41526  | Murilo Rocha Aguiar                | PSD     | 8.122   |            | Camocim              | Ceará              |
| 14656  | Oriel Mota                         | PTB     | 5.909   |            | Iguatu               | Ceará              |
| 46904  | Péricles Moreira da Rocha          | PSP     | 6.322   |            | Fortaleza            | Ceará              |
| 44391  | Pio de Sá Barreto Sampaio          | PRP     | 1.869   |            | Barbalha             | Ceará              |
| 22881  | Quintílio de Alencar Teixeira      | UDN     | 5.717   |            | Icó                  | Ceará              |
| 41731  | Raimundo Gomes da Silva            | PSD     | 7.049   |            | Uruburetama          | Ceará              |
| 14235  | Raul Barbosa Carneiro              | PTB     | 6.863   |            | Fortaleza            | Ceará              |
| 14218  | Rigoberto Romero de Barros         | PTB     | 5.658   |            | Itapipoca            | Ceará              |
| 28448  | Salomão Mussolini Pinheiro Maia    | PRT     | 5.056   |            | Russas               | Ceará              |
| 14892  | Vicente de Castro Parente Pessoa   | PTB     | 5.854   |            | Fortaleza            | Ceará              |
| 41609  | Wilson Roriz                       | PSD     | 6.885   |            | Jardim               | Ceará              |